# Amor non ho... però... però
Amor non ho... però... però è una commedia romantica del 1951 diretto da Giorgio Bianchi.
Nonostante la presenza di Renato Rascel (all'epoca impegnato sul fronte del comicità) e dei suoi momenti di  assurdità, il film sembra piuttosto ispirato alle commedie romantiche di Charlie Chaplin, con il cattivo baffuto, la giovane in pericolo e il protagonista,  un'anima buona che la salva.

## Trama
Gina tenta il suicidio gettandosi nel fiume ma viene salvata da Teodoro, un giovane candido. Antonio, il fratello di Teodoro, tenta in tutti i modi di sedurla senza riuscirci.
Alla fine, mentre Teodoro sta per dichiararsi, ricompare Andrea Zingher, il fidanzato di Gina. La coppia se ne va, mentre Teodoro resta con il fedele cagnolino ed il fratello sempre arrabbiato.

## Distribuzione
Il film è stato girato negli studi della Scalera Film. Le canzoni: "Perché vuoi spegnere il sole" (Bonagura-Rascel), "Sempre", "Kiss me sweet" e "Ginger e Fred" (Rascel-Chiosso-Nascimben).